# Seututie 941
Pour les articles homonymes, voir Route 941.
La route régionale 941 (finnois : Seututie 941) est une route régionale allant de Ranua à Posio en Finlande.

## Description
La route régionale 941 est une route régionale de Laponie d'une longueur de 80 kilomètres.
La route part de la route principale 78, à la gare routière de Ranua et passe au sud de Simojärvi à travers les villages de Kuha, Kumpuvaara, Saariharju, Mäntyjärvi et Kolkonjärvi jusqu'à Raistakka, où elle rejoint la route régionale 863.

## Parcours
- Ranua
- Mäntyjärvi, Posio (53 km)
- Raistakka, Posio (80 km)